# Окуневський Теофіл Іполитович
Теофіл (Теофіль) Іполитович Окуневський (пол. Teofil Okuniewski, 7 грудня 1858, Яворів (сучасного Косівського району)/Радівці — 19 липня 1937, Городенка) — український юрист, адвокат, дипломат, громадський і політичний діяч.

## Життєпис

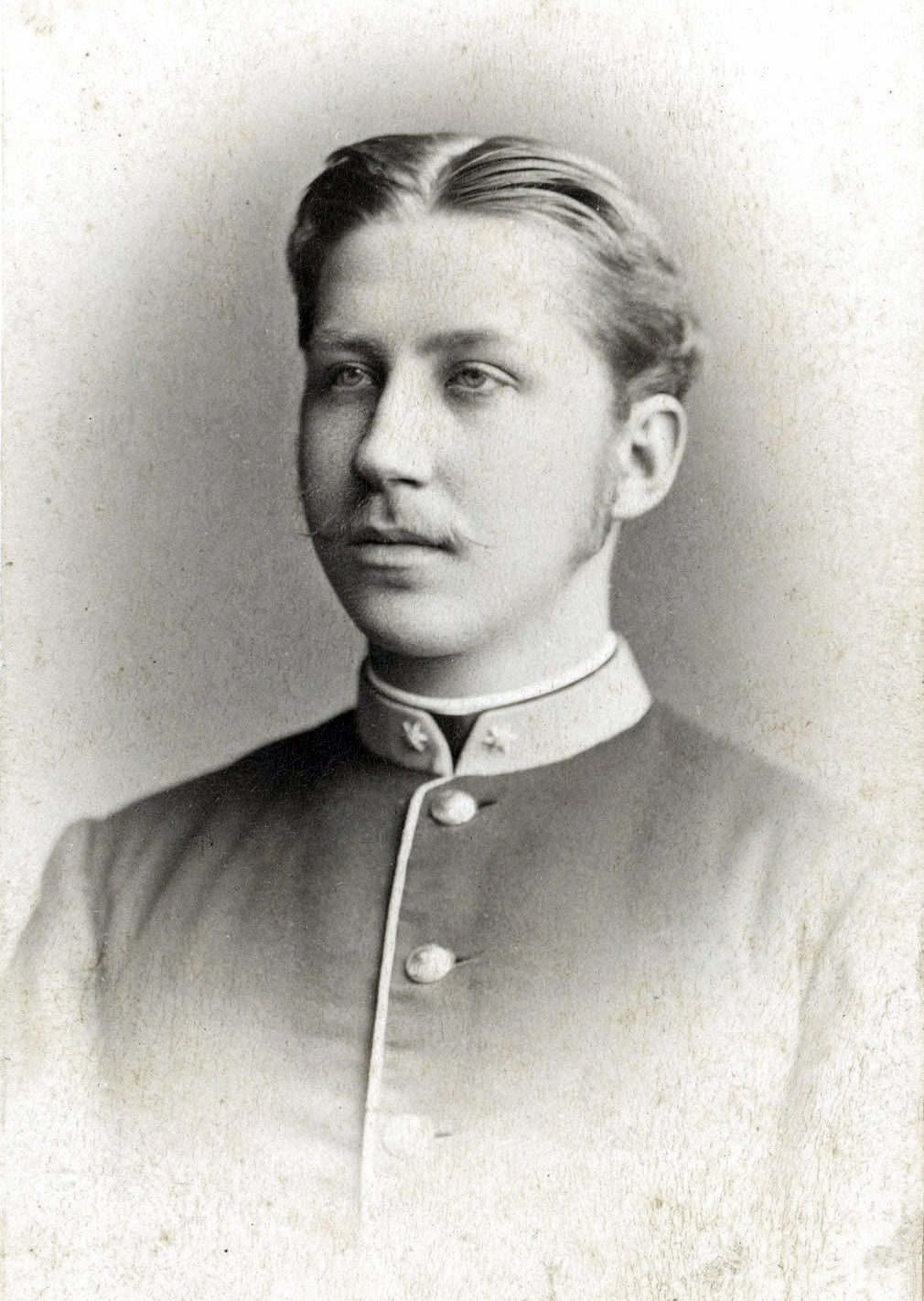
Теофіл Окуневський у молоді роки

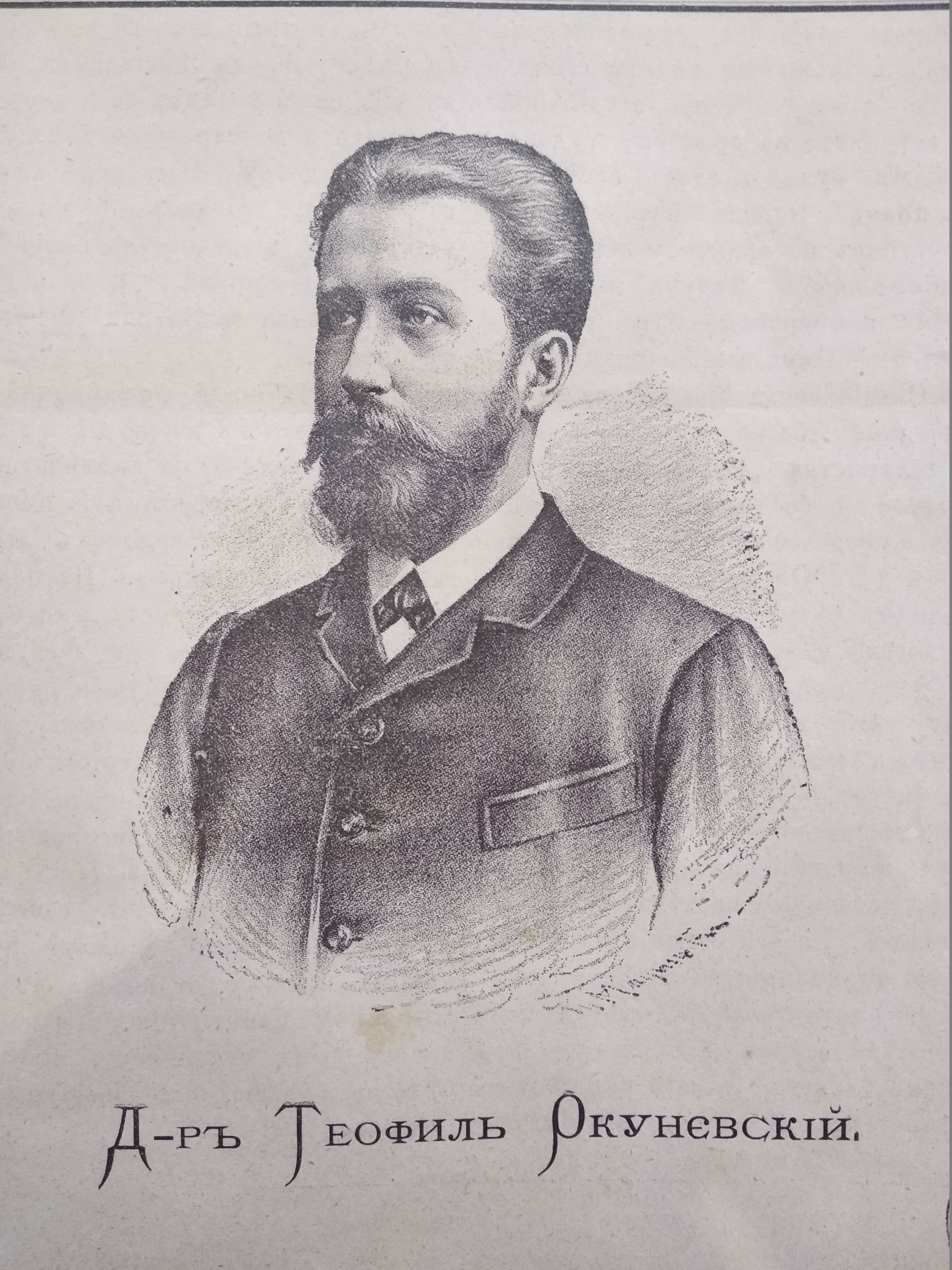
«Батьківщина» 1890.

Син греко-католицького священника о. Іполита Окуневського. Брат Ярослава Окуневського.
У 1869—1877 роках навчався в Коломийській гімназії, у 1877—1881 роках — на правничому факультеті Віденського університету, саме тут у 1883 році отримав звання доктора права. Від 1885 року кандидат адвокатури у Станиславові, у 1890 році відкрив власну адвокатську канцелярію в Городенці (пізніше в ній працював молодий Лев Бачинський).
На початку липня 1889 року обраний послом Галицького крайового сейму від IV курії в 11-у Коломийському виборчому окрузі (як представник народовців). Мандат здобув без особливих труднощів (набрав 96 голосів, суперник — князь Пузина — 70), застосувавши тактику безпосереднього спілкування з виборцями на вічах, під час переїздів чи піших переходів від одного населеного пункту до іншого). В сеймі вступив до русько-українського парламентського клубу під проводом Юліяна Романчука.
У 1889 році з причини політичної суперечки в Сеймі прийняв виклик на поєдинок польського депутата Томіслава Розвадовского, перемігши його.
Заснував, очолив філію товариства «Просвіта»; ініціатор, один з фундаторів гімназії товариства «Рідна школа» в Городенці. Його обирали депутатом Городенківської повітової ради, міським головою (бурґомістром) Городенки з 1898 року (ц.-к. Намісництво не допускало до урядування). 1899 року один із засновників УНДП. Євген Олесницький був захисником Теофіла Окуневського на коломийському процесі щодо «зневаги намісника Казімежа Фелікса Бадені».
Посол:
- парламенту — Австрії
  - IX каденція (1897—1900) від 23 округу (судові повіти Коломия, Печеніжин, Гвіздець, Косів, Кути, Жаб'є, Снятин і Заболотів)
  - XII—XII каденції (1907—1918) від 58 округу (судові повіти Мельниця, Борщів, Заліщики, Городенка, Товсте, Снятин та село Малі Чорнокінці з Гусятинського судового повіту);[2]
- Галицького сейму —
  - VI—VII каденції (1889—1901) від 11 округу (Коломийський повіт)
  - X каденція (1913—1914) від 7 округу (Заліщицький повіт).

Під час Першої світової війни заарештований російською окупаційною владою, ув'язнення відбував у Чорткові. Впродовж 1915—1917 років працював у Києві. 1917—1918 років працював начальником повітового суду в Городенці.
У період ЗУНР — комісар Городенківського повіту, член президії Національної Ради ЗУНР.

## Цікаво, що
Видана Михайлом Павликом «Переписка Михайла Драгоманова з доктором Теофілем Окуневським» (Львів, 1905) є одним з основних джерел історії українського національного руху наприкінці XIX століття.
Корнило Устиянович написав його портрет.

## Вшанування
1992 року одну з вулиць у Львові було названо на честь Теофіла Окуневського.